# Chiru nyelv
A chiru egy őslakos nyelv, ami a sino-tibeti nyelvcsaládba tartozik. Indiában beszélik, az északkeleti államokban, több mint 15 000-en.